# Mordellistena bella
Mordellistena bella es una especie de coleóptero de la familia Mordellidae.

## Distribución geográfica
Habita en Bogotá (Colombia).